# Megadef
Megadef es el segundo álbum del grupo de hip-hop underground Styles of Beyond. Se puso a la venta en 2003 en iTunes, formato CD y vinilo. Sólo apareció a la venta la "versión explícita" y, a pesar de ello, no aparece el logotipo de Parental Advisory en la carátula. Sus singles fueron Megadef, Mr. Brown, Be Your Dog (Tiene un videoclip), Pay Me (Tiene un videoclip) y Bleach (Tiene un remix llamado Bleach Jimi Remix en el disco We Major de Fort Minor).
La portada del disco fue diseñada por el fundador de Linkin Park y líder de Fort Minor Mike Shinoda.
El título del álbum recuerda al nombre de la banda de thrash metal Megadeth y la portada se asemeja al logotipo del también grupo de thrash metal Metallica.
Existe un remix de la canción Superstars llamado Nine Thou y utilizado en varios videojuegos.

## Lista de canciones
- 01 "Intro" – 1:07
- 02 "Megadef" – 2:31
- 03 "Mr. Brown" – 3:33
- 04 "You Lose" – 3:17
- 05 "Interlude" – 0:12
- 06 "Be Your Dog" – 3:37
- 07 "Pay Me" (con 4-Zone) – 4:33
- 08 "Outta Control" – 4:06
- 09 "Bleach" – 3:11
- 10 "Playing With Fire" (con Apathy y Celph Titled) – 3:49
- 11 "Live Enough (Remix)" – 3:27
- 12 "Round 'Em Up" – 4:01
- 13 "Eurobiks" – 2:56
- 14 "Nine Thou" – 4:04 (Remix del tema "Superstars")

- Datos: Q2077072